# Chega de Fiu Fiu
Chega de Fiu Fiu é uma campanha contra o assédio sexual em espaços públicos criada pela jornalista Juliana de Faria, fundadora do projeto feminista Think Olga, em 24 de julho de 2013. A ação conta com o apoio da Open Knowledge Brasil da ONU Mulheres e da Defensoria Pública do Estado de São Paulo.

## Histórico
O início da campanha foi marcado pela divulgação de ilustrações com mensagens de repúdio a esse tipo de violência. As imagens foram compartilhadas por centenas de pessoas nas redes sociais, gerando uma resposta positiva das leitoras, que acabaram compartilhando suas próprias histórias de assédio sexual. Os depoimentos foram publicados na Think Olga.
Em agosto de 2013, a jornalista Karin Hueck elaborou um estudo online para a Chega de Fiu Fiu com o intuito de averiguar de perto a opinião das mulheres em relação às cantadas de rua. Em apenas duas semanas, foram  quase 8 mil participantes – e os números encontrados eram parte surpreendentes e parte esperados: 98% delas já haviam sofrido assédio, 83% não achavam legal, 90% já trocaram de roupa antes de sair de casa pensando onde iam por causa de assédio e 81% já haviam deixado de fazer algo (ir a algum lugar, passar na frente de uma obra, sair a pé) por esse motivo.
No início de 2014, é lançado o Mapa Chega de Fiu Fiu, um espaço virtual dedicado a registrar relatos geolocalizados de violência contra a mulher em locais públicos.  Atualmente, são mais de 2 mil denúncias compartilhadas no mapa, espalhadas por todo o Brasil.
Em seguida, em parceria com a Defensoria Pública do Estado de São Paulo, é criada uma cartilha sobre assédio sexual, lançada estrategicamente no dia 25 de novembro de 2014, Dia da Não Violência Contra a Mulher e início da campanha 16 Dias de Combate à Violência de Gênero. O material pode ser impresso livremente e distribuído gratuitamente.
Em novembro de 2014, a Chega de Fiu Fiu fez uma campanha de financiamento coletivo para captar recursos para a criação de um documentário sobre assédio sexual e ampliar o debate sobre o tema.
Dirigido por Amanda Kamanchek e Fernanda Frazão e produzido por Brodagem Filmes, o filme será baseado nos dados da pesquisa e do mapa da campanha Chega de Fiu Fiu. Voluntárias ao redor do país vão caminhar pelas ruas de suas cidades utilizando um óculos especial equipado com uma câmera. A ideia é não apenas registrar os assédios que vivenciam, mas também questionar quem os pratica para entender suas motivações. A primeira meta do financiamento, de R$ 20 mil, foi batida em cerca de 19h após entrar no ar, e ficou entre as quatro campanhas mais populares da história do site Catarse. Em 60 dias no ar, o financiamento coletivo alcançou quase 65 mil reais.

## Violência online
Logo após a pesquisa da Chega de Fiu Fiu ir ao ar, Juliana de Faria, criadora da campanha, foi vítima de violência online. Em uma semana, recebeu em torno de mil e-mails e comentários no blog com xingamentos e ameaças de estupro e de morte. Em março de 2015, Juliana e a jornalista Amanda Luz deram a palestra Why Does The Internet Hate Women? (Por Que A Internet Odeia As Mulheres?), no festival SXSW, em Austin, Texas (EUA).

## TEDxSãoPaulo
Em maio de 2015, Juliana apresentou a palestra Chega de Fiu Fiu! Cantada não é elogio! no TEDxSãoPaulo. O vídeo, disponível no YouTube, já tem mais de 40 mil visualizações.

## Reconhecimento
Por causa da Chega de Fiu Fiu, Juliana foi indicada como uma das 8 mulheres inspiradoras do mundo pela Clinton Foundation e a revista Cosmopolitan (US).
Em maio de 2015, ela foi indicada ao Prêmio Claudia 2015, da revista Claudia, na categoria Trabalho Social.

## Primeiro Assédio
No lançamento do reality show MasterChef Júnior, uma das participantes, de 12 anos, foi alvo de mensagens de cunho sexual no Twitter. Motivada pelo caso, a campanha Chega de Fiu Fiu lançou a hashtag #primeiroassedio, em que convidava as mulheres a compartilhar suas primeiras experiências com violência sexual. Foram mais de 65 mil tweets em três dias. Uma análise de 3 mil tweets contendo a hashtag #primeiroassedio mostrou que mulheres sofrem primeiro assédio entre 9 e 10 anos. Personalidades como a cantora Karina Buhr e Luciana Genro colaboraram com a hashtag. A atriz Letícia Sabatella dividiu no Facebook um relato sobre sua experiência também.